# ويليام هوكينز ويلسون

ويليام هوكينز ويلسون

ويليام هوكينز ويلسون (بالإنجليزية: William Hawkins Wilson)‏ (1866-1956) ولد في أوكسفورد في بريطانيا. اشتغل أستاذ الفسيولوجيا في كلية الطب القصر العيني.

## نشأته
كان ويليام يعيش في حي المطرية في القاهرة وكانت له عيادة لعلاج الفقراء. و عندما كان يبني الفيلا خاصته وقع و أصيب بشلل لكنه استمر في نشاطه وشغله.
توفي ابن ويليام الوحيد في الحرب العالمية الأولى.

## وفاته
أمضى حياته في القاهرة و عندما توفي ويليام دفن في المقابر البريطانية في مصر.